# Wiehe
Skuespillerslægten Wiehe føres tilbage til grosserer i København Johan Heinrich Wiehe, hvis søn, justitsråd, havneskriver sammesteds og porcelænsmaler Carl Wilhelm Wiehe (1788-1867) var fader til de fire brødre filologen Frederik Wilhelm Wiehe (1817-1864) og skuespillerne Michael Rosing Wiehe (1820-1864), Johan Henrik Wiehe (1830-1877) og Anton Wilhelm Wiehe (1826-1884). Af disse var sidstnævnte fader til skuespillerne Anton Wilhelm Wiehe (1858-1916) — der først var gift med skuespillerinde Marie Charlotte Wiehe-Berény, f. Hansen (1865-1947), dernæst med skuespillerinde Augusta Wiehe, f. Blad (1871-1953) — og Jacques Emil Wiehe (1860-1910), der var gift med skuespillerinden Emma Charlotte Wiehe (1864-1949).
Johan Henrik Wiehe (1830-1877) var fader til fabrikant Michael Rosing Wiehe (1868-1919), til malerinden Karen Marie Wiehe (1869-1940), gift med religionshistorikeren Johannes Edvard Lehmann (1862-1930), og til skuespilleren Viggo Hjalmar Wiehe (1874-1956).
Inspektør Niels Otto Rosing Wiehe (1897-1948) var fader til skuespiller Henrik Rosing Wiehe (1927-1987).
Fra Frederik Wilhelm Wiehe nedstammer de svenske musikere Mikael Christian Wiehe (født 1946) samt Thomas Henrik Wiehe (født 1947) gennem deres farmor, Marie Louise Wiehe (1894-1980).